# Difenhidramină
Difenhidramina este un antihistaminic H1, derivat de etanolamină, de generația 1, fiind utilizat în tratamentul alergiilor. Este de asemenea utilizat pentru tratamentul insomniilor, datorită proprietăților sedative, este indicată în unele forme de Parkinson și în voma indusă de răul de mișcare. Căile de administrare disponibile sunt: oral, intravenos, intramuscular și cutanat.
Difenhidramina a fost sintetizată de către George Rieveschl în 1940 și a fost aprobată pentru uz medical în anul 1946. Este disponibil sub formă de medicament generic.

## Utilizări medicale
Difenhidramina prezintă mai multe indicații, fiind utilizată în tratamentul:
- Alergiilor: afecțiuni cutanate cu componentă alergică[11]
- Tulburărilor motorii din boala Parkinson, cauzate de antipsihotice[15]
- Insomniilor[12]
- Vomei din răul de mișcare

## Reacții adverse
Fiind un antihistaminic de generația 1, produce sedare și somnolență prin administrare orală, fapt care poate fi un avantaj terapeutic dacă se utilizează ca sedativ sau în tratamentul răcelilor.